# Georg Karo
Georg Karo né à Venise, le 11 janvier 1872 et mort à Fribourg-en-Brisgau, le 12 novembre 1963 est un archéologue allemand.

## Biographie
Il passe son enfance à Florence (où il est éduqué par des précepteurs, dont Carl Schuchhardt) puis étudie au Berthold Gymnasium (de) de Fribourg-en-Brisgau et, à partir de 1890 à l'université de Munich et à celle de Bonn où il apprend la linguistique, la philologie et l'archéologie.
Dès 1896, il présente De arte vascularia antiquissima quaestiones sous la direction de Georg Loeschcke puis séjourne à Rome avant d'obtenir en 1902 la chaire d'archéologie classique de l'université de Bonn.
Second secrétaire de l'Institut archéologique allemand d'Athènes (1905), il succède en 1912 comme Premier secrétaire à Wilhelm Dörpfeld. Il prend en 1910 la suite des fouilles de Heinrich Schliemann à Tirynthe et participe à Corfou au chantier de Guillaume II, qui a en 1907 racheté l'Achillion, ancienne résidence de l'impératrice « Sissi », et mène des fouilles autour des ruines de Paléopolis et du temple d'Artémis.
De 1916 à 1918, il assure la protection des monuments en Asie Mineure occidentale et en 1920, devient professeur à l'université de Halle. Il devient directeur de l'Institut archéologique allemand d'Athènes en 1930. Victime des lois raciales (d'origine juive, il avait été élevé dans la religion protestante), il doit quitter son poste en 1936, se retire à Munich puis doit s'exiler aux États-Unis (1939), où il enseigne comme professeur invité à Claremont Colleges (Californie) jusqu'en 1941 puis à Oberlin College (Ohio).
De retour en Allemagne en 1952, il s'installe à Fribourg-en-Brisgau où lui est offert le titre de professeur honoraire de l'Université.

## Travaux
- Führer durch die Ruinen von Tiryns, 1915
- Die Schachtgräber von Mykenai, 2 vols., 1930 et 1933
- Greek Personality in Archaic Sculpture, 1948
- Die Greifen am Thron, 1959
- 50 Jahre aus dem Leben eines Archäologen, 1959

## Distinction
Il a reçu en 1952 de la République fédérale allemande la croix du mérite.